# بطولة العالم لسباقات فورمولا 1 موسم 1978
بطولة العالم لسباقات فورمولا 1 موسم 1978 عقدت في سنة 1978 م، وفاز بها ماريو اندريتي (بالإنجليزية: Mario Andretti)‏ من فريق لوتس (بالإنجليزية: Lotus)‏ بسيارته الكوزوورث (فورد). ماريو اندريتي الذي بدأ السباق في الخط رقم 8 حصل على أفضل توقيت في الجولة 3 من السباق في أسرع لفة له. هذا السائق في المجموع حصد 64 نقطة.

## الوصلات الخارجية
- الموقع الرسمي للفورمولا 1